# Dover, Minnesota
Dover là một thành phố thuộc quận Olmsted, tiểu bang Minnesota, Hoa Kỳ. Năm 2010, dân số của thành phố này là 735 người.

## Dân số
- Dân số năm 2000: 438 người.
- Dân số năm 2010: 735 người.